# Буттуден, Фредерик
Фредери́к Буттуде́н (фр. Frédéric Buttoudin; род. 6 ноября 1989) — французский кёрлингист.

## Достижения
- Первенство Европы по кёрлингу среди юниоров: серебро (2010), бронза (2008, 2009).
- Чемпионат Франции по кёрлингу среди юниоров: золото (2007, 2008, 2009).[2]

## Команды
| Сезон   | Четвёртый      | Третий         | Второй            | Первый            | Запасной                                      | Турниры             |
| ------- | -------------- | -------------- | ----------------- | ----------------- | --------------------------------------------- | ------------------- |
| 2008    | Жоффруа Венсан | Гийом Венсан   | Родольф Венсан    | Фредерик Буттуден | Antoine Chambel тренер: Патрик Филипп         | ПЕЮ 2008            |
| 2009    | Жоффруа Венсан | Гийом Венсан   | Родольф Венсан    | Фредерик Буттуден | Antoine Chambel тренер: Marc Lerave-Alexandre | ПЕЮ 2009            |
| 2010    | Жоффруа Венсан | Гийом Венсан   | Родольф Венсан    | Фредерик Буттуден | Том Беррен тренер: Marc Lerave-Alexandre      | ПЕЮ 2010            |
| 2011    | Жоффруа Венсан | Родольф Венсан | Фредерик Буттуден | Louis Gaddi       | Том Беррен тренер: Гийом Венсан               | ПЕЮ 2011 (11 место) |
| 2013—14 | Жоффруа Венсан | Гийом Венсан   | Родольф Венсан    | Фредерик Буттуден | Том Беррен тренер: Alain Contat               | ЧЕ 2013 (9 место)   |
| 2014—15 | Жоффруа Венсан | Гийом Венсан   | Фредерик Буттуден | Родольф Венсан    |                                               |                     |

(скипы выделены полужирным шрифтом)